# Злоганє
Злоганє (словен. Zloganje) — поселення в общині Шкоцян, регіон Південно-Східна Словенія, Словенія.